# Gebrüder Euler
Die Gebrüder Euler waren ein deutsches Orgelbauunternehmen mit Sitz in Gottsbüren, das in der zweiten Hälfte des 19. Jahrhunderts wirkte.

## Leben
Die Brüder Friedrich Wilhelm (* 7. September 1827 in Gottsbüren; † 21. Januar 1893 in Gottsbüren) und Heinrich Ludwig Euler (* 5. Januar 1837 in Gottsbüren; † 16. September 1906 in Gottsbüren) wurden als Söhne des Orgelbauers Balthasar Conrad Euler geboren und entstammten einer angesehenen Orgelbauerdynastie. Im September 1854 übertrug der Vater seinen beiden Söhnen offiziell die Geschäftsführung, zog sich aber erst um 1858 aus der Leitung zurück. Unter dem Namen „Gebr. Euler“ führten sie als gemeinsame Inhaber die Werkstatt zu einer neuen Blüte und wurden im Jahr 1878 zu königlichen Hoforgelbauern ernannt.
Conrad Friedrich Carl Euler (= Conrad II.) übernahm nach dem Tod seines Vaters Friedrich Wilhelm die Werkstatt, während sein Onkel Heinrich Ludwig sich zurückzog. Conrad II. verlegte den Betrieb im Jahre 1910 nach Hofgeismar, wo er von seinem Sohn Friedrich Wilhelm Heinrich (1905 – 1970) und dann dem Enkel Friedemann Euler (* 1939) fortgeführt wurde. Das Familienunternehmen bestand in Hofgeismar bis gegen das Ende des 20. Jahrhunderts und galt mit insgesamt zwölf Generationen als Deutschlands ältestes Orgelbau-Unternehmen.
1995 übernahm der Orgelbauer Elmar Krawinkel die ehemals Eulersche Werkstatt, er verlegte seinen Betrieb im Jahre 2000 nach Trendelburg-Deisel.

## Werk
Das Wirkungsfeld Eulers konzentrierte sich zunächst auf die Orgellandschaft Südniedersachsen, erstreckte sich ab etwa 1880 aber bis nach Ostwestfalen und Nordhessen. Das Unternehmen hielt lange an der mechanischen Schleiflade fest. Um 1890 wurde eine pneumatische Kastenlade patentiert. Die Nachfahren der Gebrüder Euler gingen später zur pneumatischen Membranlade über, um sich schließlich wieder der mechanischen Schleiflade zuzuwenden.

## Werkliste (Auswahl)
Schwerpunkt der Werkliste sind die nachgewiesenen Neubauten.
Kursivschreibung gibt an, dass die Orgel nicht oder nur noch das historische Gehäuse erhalten ist. In der fünften Spalte bezeichnet die römische Zahl die Anzahl der Manuale, ein großes „P“ ein selbstständiges Pedal, ein kleines „p“ ein nur angehängtes Pedal. Die arabische Zahl gibt die Anzahl der klingenden Register an. Die letzte Spalte bietet Angaben zum Erhaltungszustand oder zu Besonderheiten.
| Jahr                   | Ort                             | Kirche                   | Bild | Manuale | Register | Bemerkungen |
| ---------------------- | ------------------------------- | ------------------------ | ---- | ------- | -------- | --- |
| 1859                   | Negenborn                       | Kloster Amelungsborn     |      | I/P     | 13       | nicht erhalten |
| 1859                   | Königsdahlum                    | St. Johannis der Täufer  |      | I/P     | 13       | |
| 1859                   | Everode                         | Cäcilienkirche           |      | I/P     | 10       | |
| 1861                   | Hehlen                          | Immanuaelkirche          |      | II/P    | 14       | |
| 1861                   | Bodenburg                       | St. Johannis der Täufer  |      | II/P    | 16       | erhalten |
| 1862                   | Rühle                           | Ev. Kirche               |      | I/P     | 12       | |
| 1862                   | Hohe                            | Ev. Kirche               |      | II/P    | 11       | |
| 1862                   | Bad Gandersheim                 | Stiftskirche             |      | II/P    | 34       | 1955–1956 Umbau durch Otto Dutkowski und 1973–1975 durch Schmidt & Thiemann; 1997 nach Heilige Familie (Berlin-Prenzlauer Berg) verkauft und dort 1998 durch Johannes Kirchner umgebaut und erweitert; stark verändert erhalten |
| 1862                   | Brevörde                        | St. Urban                |      | I/P     | 13       | Friedrich Wilhelm Euler, Ergänzung der Orgel von Andreas Schweimb (?, um 1690) um ein freies Pedal |
| 1864                   | Greene (Einbeck)                | St. Martini              |      | II/P    | 21       | Umbau der Orgel von Andreas Schweimb (1687) |
| um 1864                | Krückeberg (Hessisch Oldendorf) | Ev. Kirche               |      | II/P    | 13       | |
| 1865                   | Braunschweig                    | Aegidienkirche           |      |         |          | 1944 zerstört |
| 1866                   | Seesen                          | St.-Andreas-Kirche       |      | II/P    | 26       | in einem Gehäuse und unter Verwendung von Pfeifenwerk aus dem 18. Jahrhundert gebaut; Umbauten 1944 durch Friedrich Weissenborn, 1946–1948 durch Franz Dutkowski, 1966 durch Schmidt & Thiemann und 1999 durch Fischer & Krämer; 2002–2003 Pfeifenwerk nach Rijssen verkauft und in einem neuen Gehäuse aufgestellt, verlorene Register durch Register der Orgel der Noorderkerk in Rijssen ersetzt; 2011 erweitert |
| 1866                   | Wolfenbüttel                    | St.-Trinitatiskirche     |      | II/P    | 28       | nicht erhalten |
| 1866                   | Bad Harzburg                    | Martin-Luther-Kirche     |      | II/P    | 17       | |
| 1867                   | Bansleben                       | Ev.-luth. Kirche         |      | I/P     | 9        | 1977 Umbau durch Schmidt & Thiemann; 1997 Restaurierung durch Thomas Hildebrandt; stark verändert erhalten |
| 1867                   | Beierstedt                      | Ev.-luth. Kirche         |      | II/P    | 14       | 1967 ersetzt |
| 1868                   | Bevern                          | Ev. Kirche               |      | II/P    | 17       | unter Einbeziehung von acht Registern aus der Vorgängerorgel; 1893 im Zuge des Kirchenneubaus Wiederaufbau in neuem Gehäuse durch Gebr. Euler; 1969 und 1992 restaurierende Arbeiten von Albrecht Frerichs |
| 1868                   | Schöningen                      | St. Vincenz              |      | II/P    | 28       | |
| 1868                   | Lesse (Salzgitter)              | St. Petri und Pauli      |      | II/P    | 21       | |
| 1868                   | Opperhausen                     | St. Urbanus              |      | I/P     | 11       | |
| 1869                   | Lutter am Barenberge            | St.-Georgskirche         |      | II/P    | 22       | |
| 1870                   | Thedinghausen                   | Ev. Kirche               |      | II/P    | 20       | |
| 1870                   | Ildehausen                      | Ev. Kirche               |      | II/P    | 12       | |
| 1873                   | Schliestedt                     | Ev. Kirche               |      | II/P    | 11       | |
| 1875                   | Friedrichsthal (Saar)           | Evangelische Kirche      |      |         |          | nicht erhalten. Die alte Kirche musste 1895 abgerissen werden. Die Orgel wurde wieder bei der Firma Euler in Zahlung gegeben und diese wiederum mit einem Neubau für die neue Kirche beauftragt, der 1897 eingeweiht wurde. |
| 1876–1877              | Lunsen                          | St. Cosmas und Damian    |      | II/P    | 23       | |
| 1876–1877              | Zwergen                         | Ev. Kirche               |      | I/P     | 10       | zum großen Teil erhalten |
| 1877                   | Warle                           | Ev. Kirche               |      | II/P    | 12       | |
| 1878                   | Schandelah                      | St. Georg                |      | II/P    | 13       | |
| 1878                   | Balhorn                         | Evangelische Kirche      |      | II/P    | 14       | oder 1895 durch Conrad II. Euler; zum großen Teil erhalten |
| 1878                   | Burghaun                        | Mariae Himmelfahrt       |      | II/P    | 20       | erhalten |
| 1878                   | Altgandersheim                  | Ev. Kirche               |      | II/P    | 11       | im 20. Jahrhundert eingreifende Umdisponierung durch Peter Reichmann |
| um 1878                | Lippoldsberg                    | Ev. Kirche               |      | III/P   | 37       | 1959 Erweiterungsumbau durch Friedrich Euler (III/P/34) |
| 1879                   | Naumburg (Hessen)               | Ev. Kirche               |      | II/P    | 8        | Gemshorn 8′ auf eigener Lade; 1959 um ein Register erweitert; weitgehend erhalten |
| zwischen 1860 und 1880 | Gottstreu                       | Waldenserkirche          |      | I/P     | 9        | im 20. Jahrhundert Umdisponierungen |
| 1880                   | Dahlhausen                      | Lutherkirche             |      | II/P    | 24       | 1956 Umsetzung nach Blomberg, Martin-Luther-Kirche; 1969 Renovierungsumbau durch Gustav Steinmann Orgelbau |
| 1880–1881              | Mengsberg                       | Ev. Kirche               |      |         |          | |
| 1881                   | Gilserberg                      | Ev. Kirche               |      |         |          | |
| 1882                   | Asterode                        | Ev. Kirche               |      |         |          | |
| 1882                   | Riddagshausen                   | Kloster Riddagshausen    |      | II/P    | 20       | nicht erhalten |
| 1884                   | Broek op Langedijk              | Dorpskerk                |      | II/P    | 20       | Auftrag aufgrund einer Zeitungsanzeige; 1945 Umdisponierung durch Vermeulen |
| 1884                   | Altenburg (Alsfeld)             | Ev. Kirche               |      | II/P    | 11       | 1974 ersetzt |
| 1885                   | Nienburg/Weser                  | St. Martin               |      | II/P    | 30       | |
| 1885                   | Gewissenruh                     | Ev. Kirche               |      | I/P     | 6        | 1955 und 1979 Umdisponierungen |
| um 1885                | Heisebeck                       | Ev. Kirche               |      | II/P    | 14       | |
| 1886                   | Seesen                          | St. Andreas              |      | II/P    | 26       | |
| vor 1890               | Bad Gandersheim-Clus            | Ev. Kirche               |      | II/P    | 12       | |
| zwischen 1870 und 1890 | Gieselwerder                    | Christuskirche           |      | II/P    | 13       | im 20. Jahrhundert Änderungen |
| 1890                   | Sophiental                      | St. Martin               |      | II/P    | 10       | weitgehend erhalten, 1947 und 2004 geringfügig umdisponiert. |
| um 1890                | Goßfelden                       | Ev. Kirche               |      | II/P    | 11       | erhalten |
| 1891–1892              | Dinslaken                       | Evangelische Stadtkirche |      | II/P    | 15       | eingreifender Erweiterungsumbau der Orgel von Thomas Weidtman (1722; I/p/6) hinter dem alten Prospekt; nicht erhalten |
| 1897                   | Friedrichsthal (Saar)           | Evangelische Kirche      |      |         |          | nicht erhalten. 1968 durch einen Neubau der Firma Eule (Bautzen) ersetzt. |